# Iván Grave

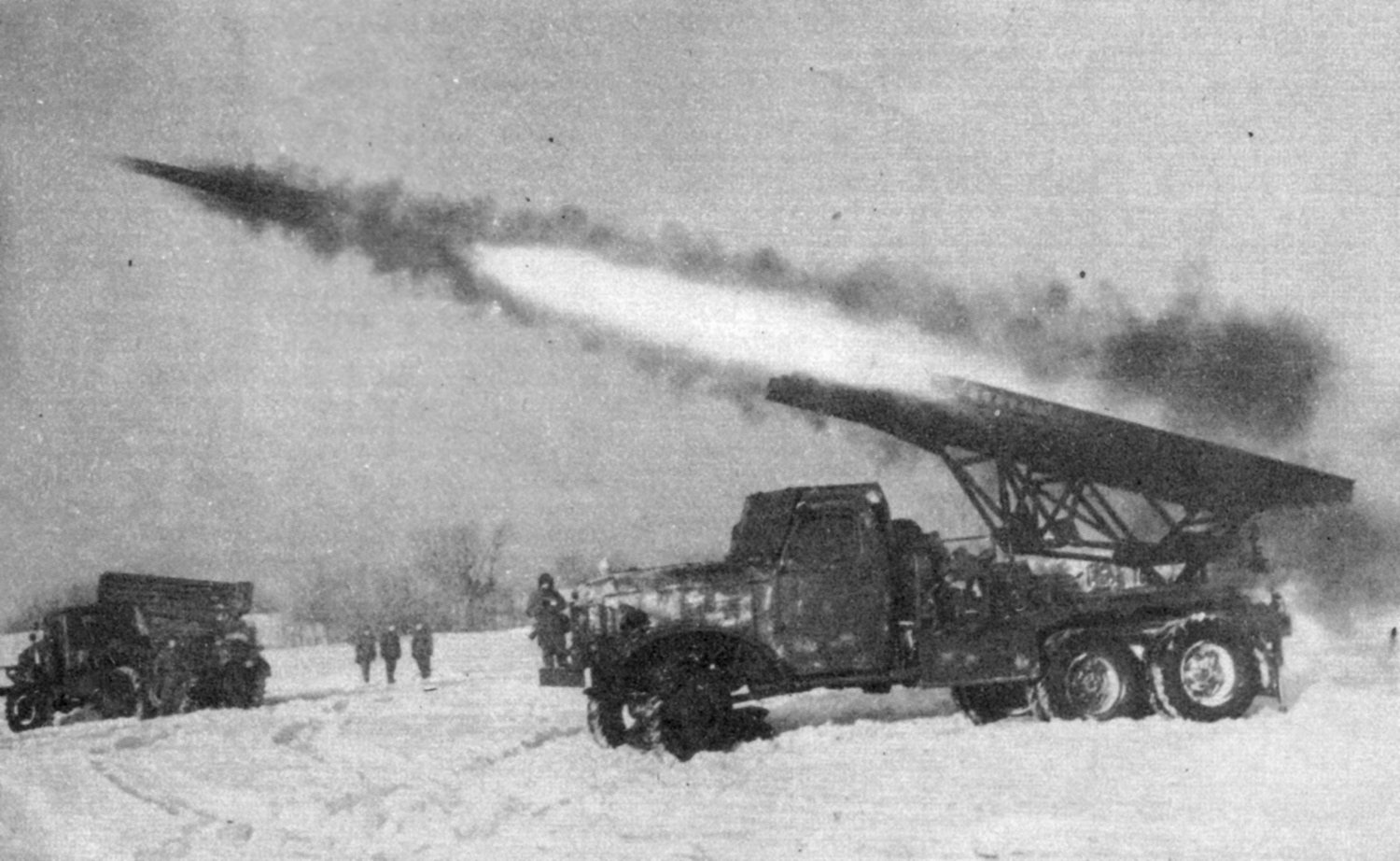
Camión lanzador de cohetes Katiusha

Iván Platónovich Grave (en ruso: Иван Платонович Граве) (Kazán, «13 de noviembrejul.» 25 de noviembre de 1874 - Moscú, 3 de marzo de 1960) fue un científico y militar ruso de la etapa soviética, especializado en el campo de la artillería. 

## Semblanza
Iván Grave se graduó en la Escuela de Artillería Mikhailovskoye en 1895 y en la Academia de Artillería Mikhailovskaya en 1900, donde comenzó a impartir clases cuatro años más tarde. En 1916 inventó un misil propulsado por pólvora sin humo utilizando lanzadores móviles, y realizó los primeros experimentos de primitivos cohetes propulsados con propelentes líquidos, siendo reconocido como el creador del Katiusha. En 1918 intervino en la fundación de la Academia de Artillería RKKA, donde trabajó como jefe de estudios y de un departamento hasta 1943, obteniendo una plaza de profesor titular en 1927 y el Doctorado en Ciencias Técnicas en 1939. También fue uno de los fundadores de la escuela soviética de balística interna.
En 1938 fue arrestado bajo la falsa acusación de participar en el "Complot-Militar-Fascista", siendo liberado en febrero de 1939 por orden de José Stalin como un especialista particularmente valioso, después de que fuera depuesto Yezhov (por entonces jefe del NKVD) y coincidiendo con la campaña contra la calumnia.
Fue miembro de la Academia de Ciencias de la Artillería (1947-1953), alcanzando el grado de General Mayor del Cuerpo de Ingenieros (1942) en su carrera militar.

## Publicaciones
- Publicó dos trabajos importantes, titulados Balística Interna (Внутренняя баллистика) (1933-1938) y Balística del Espacio Semicerrado (Баллистика полузамкнутого пространства) (1940).[1]

## Reconocimientos
- Recibió el Premio Stalin (1942), la Orden de Lenin, la Orden de la Bandera Roja, la Orden de la Guerra Patria (de 1ª Clase), la Orden de la Estrella Roja, y numerosas Medallas.

## Eponimia
- El cráter lunar Grave lleva este nombre en su memoria, honor compartido con el matemático ruso del mismo apellido Dmitri Grave (1863-1939).